# Куберсола
Куберсо́ла (рос. Куберсола, марій. Кӱверсола) — присілок у складі Совєтського району Марій Ел, Росія. Входить до складу Кужмаринського сільського поселення.

## Населення
Населення — 137 осіб (2010; 138 у 2002).
Національний склад (станом на 2002 рік):
- марі — 98 %